# P/2010 B2
P/2010 B2 is een periodieke komeet in het zonnestelsel. Het is de eerste komeet die door de ruimtetelescoop WISE ontdekt is en werd voor het eerst geobserveerd op 22 januari 2010. Sindsdien wordt de komeet door observatoria op de grond geobserveerd, waaronder het Mauna Kea-observatorium.
De komeet heeft een omlooptijd van 4,7 jaar, een aphelium van 4 AE en een perihelium van 1,6 AE.